# Szomália az olimpiai játékokon
Szomália 1972-ben vett részt  első alkalommal a nyári olimpián. Szinte az összes afrikai országhoz hasonlóan Szomália is bojkottálta az 1976-os játékokat, ezen kívül csatlakozott az Amerikai Egyesült Államokhoz az 1980-as nyári játékok bojkottálásában, 1992-ben pedig az országban kitört polgárháború miatt nem volt jelen. Szomália még nem küldött sportolókat a téli olimpiai játékokra.
Szomália egyetlen olimpikonja sem szerzett érmet, legjobb eredményük egy hatodik hely volt, Abdi Bile 1500 méteres síkfutásban lett hatodik 1996-ban.
A Szomáliai Olimpiai Bizottság 1959-ben alakult meg, a NOB 1962-ben vette fel tagjai közé, a bizottság jelenlegi elnöke Abdulkadir Ibrahim Ga'al.